# Broken Bow (Oklahoma)
Pour les articles homonymes, voir Broken Bow.

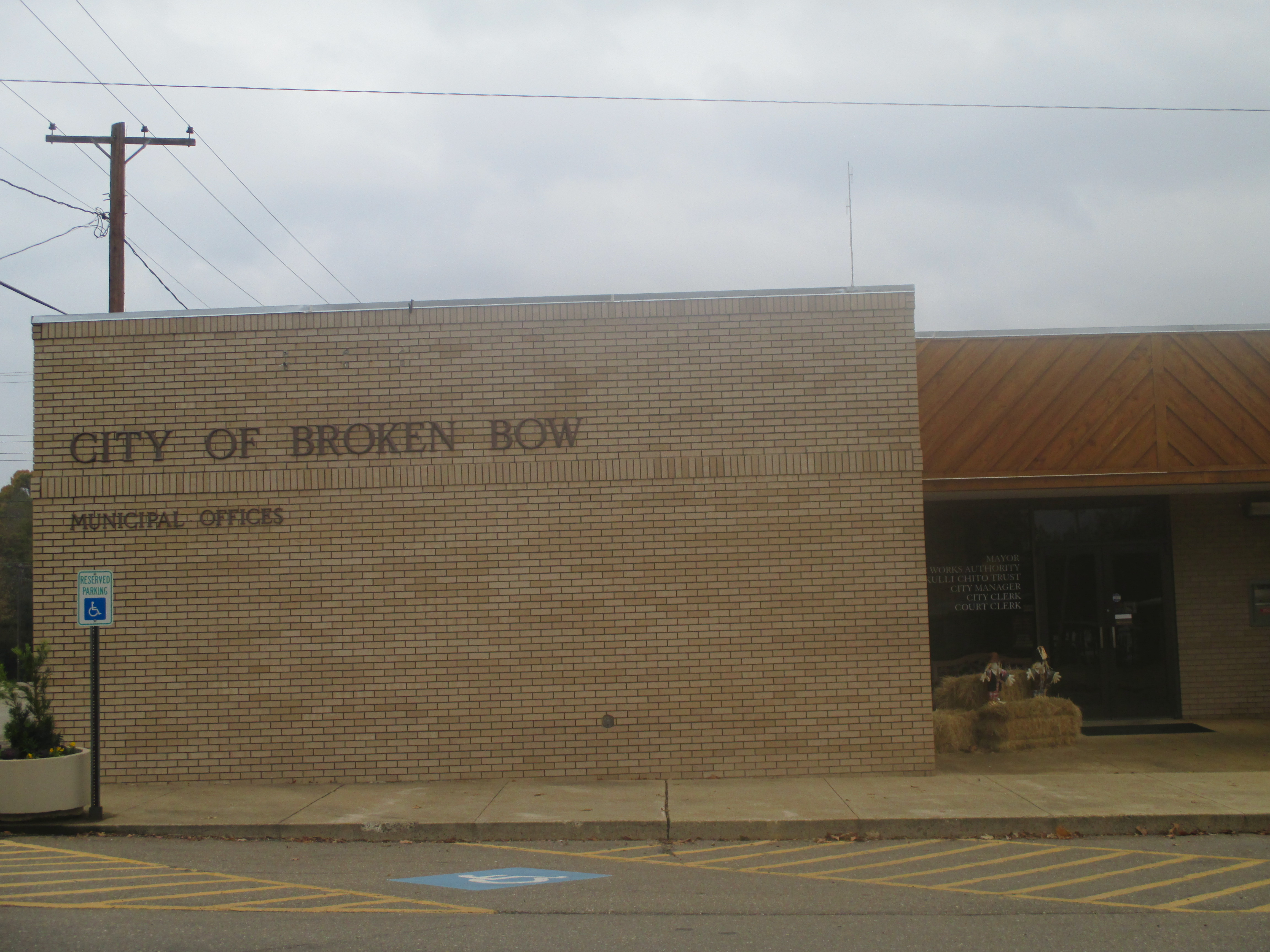
Mairie de Broken Bow

Broken Bow est une localité du Comté de McCurtain en Oklahoma.
Sa population était de 4 120 habitants en 2010.